# 자크 송오
자크 셀레스탱 송오(프랑스어: Jacques Celestin Songo'o, 1964년 3월 17일, 사크바옘 ~)는 카메룬의 전 축구 선수로, 현역 시절 골키퍼로 활약하였고, 현재 카메룬 국가대표팀의 골키퍼 코치이다.
그는 현역 시절 대부분을 프랑스와 스페인 리그에서 보냈는데, 특히 데포르티보 소속으로 6년 동안 200번이 넘는 공식 경기에 출전하였고, 이 중 1999-2000 시즌에는 라 리가 우승의 주역이었다.
송오는 카메룬 국가대표팀 일원으로 4번의 FIFA 월드컵에 참가했고, 이 중 1998년 대회에서는 주전 수문장이었다.

## 클럽 경력
송오는 야운데 교외 지역인 사크바옘 출신이다. 프랑스에서 프로 선수로 두각을 나타낸 그는 리그 1 메스 시절이었던 1996년에 아프리카 최우수 골키퍼로 선정되었고, 스페인의 데포르티보 선수로, 소속 구단의 중흥기를 함께 났다.
갈리시아 연고 구단 소속으로, 송오는 1996-97 시즌에 시즌 최우수 골키퍼에게 주어지는 트로페오 리카르도 사모라의 주인이 되었고, 그의 소속 구단에서 붙박이 주전으로 4년을 활약했는데, 이 중 4년차에는 구단 사상 첫 라 리가 우승을 맛보기도 했다. 그러나, 2000년에 데포르가 호세 프란시스코 몰리나를 영입하면서 송오는 주전 수문장의 입지를 잃고 전 소속 구단인 메스로 이적하였다. 같은 해 2월 13일, 그는 누만시아와의 경기에서 코너킥으로 골을 자신의 프로 무대 첫 넣은 것처럼 보였지만, 오심으로 골이 취소 되면서 적지에서 0-1로 패하였다.
2년 후, 송오는 아 코루냐의 데포르티보에 자유이적으로 복귀했다. 그는 그곳에 정착하여 40세의 나이로 장갑을 벗었다.

## 국가대표팀 경력
송오는 카메룬 국가대표팀 일원으로 1990년부터 2002년까지 열린 모든 FIFA 월드컵에 참가하였는데, 주전을 맡은 대회는 1998년이 유일하다. 그는 로스 앤젤레스에서 열린 1984년 하계 올림픽에 참가한 선수단 일원이기도 했다.
2004년에 현역에서 은퇴한 후, 송오는 국가대표팀 골키퍼 코치가 되었다. 그는 2006년에 자신의 직위를 내려놓았지만, 4년 뒤에 토마 은코노의 후임으로 재취임했다.
남아프리카 공화국에서 열린 2010년 FIFA 월드컵에서 송오는 폴 르 구엔을 보좌하는 감독진의 일원이었다. 대회를 조별 리그 탈락으로 마무리한 후, 그는 대행 감독으로서 자국 대표팀을 이끌고, 폴란드에 3-0 승리를 연출했는데, 이는 카메룬 국가대표팀이 10경기 만에 거둔 승리였다.
송오는 2019년 9월에 다시 같은 직위를 세 번째로 맞이하게 되었는데, 이번에는 토니 콘세이상 감독을 보좌하게 되었다.

## 사생활
송오는 프랑스 시민권도 있다. 그의 두 아들 프랑크와 얀 모두 프로 축구 선수이다.

## 수상

### 클럽
카농 야운데
- 엘리트 원: 1984–85, 1985–86
- 쿠프 드 카메룬: 1985–86

메스
- 쿠프 드 라 리그: 1995–96

데포르티보
- 라 리가: 1999–2000
- 수페르코파 데 에스파냐: 2000

### 국가대표팀
카메룬
- 아프리카 네이션스컵: 1988, 2002

### 개인
- 트로페오 리카르도 사모라: 1996–97